# Izbica (województwo mazowieckie)
Izbica – wieś sołecka w Polsce położona w województwie mazowieckim, w powiecie legionowskim, w gminie Serock.
Izbica została w 1877 oddzielona od dóbr Zegrze. Składała się wówczas z folwarków Skubianka i Maciejówka i należała do gminy i parafii Zegrze.
W latach 1975–1998 miejscowość administracyjnie należała do województwa warszawskiego.